# Johanna Eekman
Pour les articles homonymes, voir Eekman.
Johanna Eekman, née aux Pays Bas le 7 janvier 1897 à Drachten et morte à Schaerbeek en 1960, est une infirmière néerlandaise, résistante, pacifiste et communiste,. Elle est une survivante du camp de Ravensbrück.

## Biographie
Johanna Joustra, dite Jo ou Moeke, est née à Drachten aux Pays-Bas le 7 janvier 1897 dans une fratrie de six enfants. Son père est Hendrik Joustra, un médecin progressiste et sa mère Hilligje Jantje de Groen,. Elle fait des études d'infirmière et d'aide-pharmacienne,,.
Elle épouse le 24 mars 1920, à Bloemendaal, Alexandre Eekman (1887-1992), un commerçant en textile néerlandais, engagé, comme elle dans le mouvement pour la paix. Ils ont six enfants, tous nés en Belgique,.
Ils vivent en Belgique, d'abord à Rixensart puis à Schaerbeek, avenue Plasky. Durant les années 1930, ils participent aux mouvements pacifiste et antifasciste et accueillent déjà des réfugiés allemands chez eux. Par la suite, ils recueilleront également huit enfants, lors de la Guerre civile espagnole.
Johanna Eekman adhère au Comité mondial des femmes contre la guerre et le fascisme (CFM), une organisation féminine pacifiste proche du mouvement communiste. En 1935, elle participe à un voyage en URSS.
Dès le début de l'occupation en 1940, elle participe à de nombreuses manifestations de protestation des femmes contre le manque de ravitaillement.
Alexandre Eekman est arrêté une première fois en mai 1940, comme « étranger ». Leur fils Tom, bien que lui aussi de nationalité néerlandaise, rejoint l'armée belge. Il est tué en France lors d'une attaque aérienne allemande, à l'âge de 21 ans.
Toute la famille participe aux activités de résistance.
Alexandre Eekman, leur fils Walter (1922-) et leur fille Annette (1921-1997), sont arrêtés le 9 juin 1942. Alexandre Eekman est déporté à Mauthausen où il meurt à une date toujours inconnue. Walter Eekman est envoyé à Breendonck et Annette à Ravensbrück.
D'après Esther Arocena Torrecilla, une des enfants espagnols qu'ils hébergent, les Eekman ont été dénoncés. Leurs plus jeunes enfants, Wim et Roeland, ont été également emprisonnés puis relâchés.
Johanna Eekman est arrêtée à son tour en août 1944 avec son fils Johan et déportée à Ravensbrück dans le dernier convoi qui quitte la Belgique. Johan Eekman est envoyé à Breedonck comme son frère Walter puis en Allemagne. A Ravensbrück, Jo Eekman retrouve sa fille Annette qui y est détenue depuis trois ans. Dans le camp, elle est attachée à l'infirmerie et multiplie les initiatives pour améliorer la nourriture et les soins aux nombreuses femmes du camp,.
« Moeke a été arrêtée quelques jours avant la fin de la Seconde Guerre mondiale. Son époux était mort au camp. Moeke et ses enfants sont revenus, mais plus morts que vivants ( Esther Arocena Torrecilla) ». Johan Eekman est retrouvé sous une fenêtre dans le camp de concentration de Sandbostel dans le land allemand en Basse-Saxe. Il pèse moins de quarante kilos et il faut un an pour récupérer.
Après la guerre, elle est active, avec sa fille Annette Eeekman, au sein de l'Amicale des anciennes déportées de Ravensbrük. Annette Pauporté-Eekman est la secrétaire de la section belge de 1995 à 1997. Elle participera plus tard à la fondation du musée de Ravensbrück où elle mettra sur pied la salle belge du musée.
Après la Libération, Johanna Eekman est présidente de l'Union des femmes, proche du Parti communiste, qui devient le Rassemblement des femmes pour la paix en 1949, membre de la Fédération démocratique Internationale des Femmes.
En 1953 en pleine guerre froide, elle est l’objet d’un arrêté d’expulsion car communiste et de nationalité néerlandaise.
Elle meurt à Schaerbeek en 1960.